# Håkan le Rouge
Håkan le Rouge (Håkan Röde), ou Haakon, est un roi de Suède ayant régné vers 1070-1080 soit environ une décennie dans la seconde moitié du XIe siècle. On ne connait rien de son règne.

## Biographie
Hakan le Rouge (Röde) était Jarl de Västergötland. Malgré les contradictions des sources, la position d'Håkan comme successeur de Stenkil dans la liste des rois de Suède est généralement acceptée. Il règne peut-être à partir de 1066/1070 dans une région de la Suède succédant à Stenkil ou à Halsten Stenkilsson, et à partir d'environ 1075 en Uppland là aussi comme successeur de Anund Gårdske. La liste royale de la Nationalencyklopedin omet Anund Gårdske et présente Håkan comme le successeur de Halsten Stenkilsson.
Selon la Gesta Hammaburgensis ecclesiae pontificum de Adam de Brême, il aurait « épousé la mère du jeune Olaf » peut-être après 1066 : Tora Torbergsdatter ou sa belle-mère Elisabeth de Kiev, c'est-à-dire la veuve de Harald III Hardrade de Norvège. Rien d'autre n'est connu du règne de ce roi.

## Adam de Brême
Une scholie de l'Histoire des archevêques de Hambourg-Brême d’Adam de Brême (composée vers 1070/1080) indique que Håkan a été élu roi après Halsten, le fils de Stenkil qui avait été déposé en faveur d’Anund Gårdske qui connut le même sort.

## Västgötalagen
Selon la liste annexée à la Västgötalagen, « Håkan Röde » (Håkan le Rouge), règne 13 années et est le prédécesseur de Stenkil. La même source indique qu'il est né à Levene, dans le Västergötland.

## Sagas islandaises
Dans l'Heimskringla de Snorri Sturluson, Haakon est donné comme le successeur de Stenkil (décédé en 1066): 
« Steinkel, le roi de Suède, est mort à l’époque où sont tombés les deux Harald. Le roi qui vint après lui en Suède s'appelait Håkan. Ensuite, Inge, un fils de Steinkel, fut roi. »  
De même, dans la Saga de Hervor et du roi Heidrekr :
« Steinkel avait un fils nommé Ingi, qui devint roi de Suède après Håkan. »